# Mont Ventoux Dénivelé Challenge 2021
Mont Ventoux Dénivelé Challenge 2021 – 3. edycja wyścigu kolarskiego Mont Ventoux Dénivelé Challenge, która odbyła się 8 czerwca 2021 na liczącej ponad 155 kilometrów trasie z Vaison-la-Romaine na szczyt Mont Ventoux. Impreza kategorii 1.1 była częścią UCI Europe Tour 2021.

## Uczestnicy

### Drużyny
| WorldTeams (7)- AG2R Citroën Team - Astana-Premier Tech - Cofidis - EF Education-Nippo - Groupama-FDJ - Movistar Team - Trek-Segafredo ProTeams (8)- Arkéa-Samsic - B&B Hotels p/b KTM - Burgos-BH - Caja Rural-Seguros RGA - Delko - Euskaltel-Euskadi - Equipo Kern Pharma - Total Direct Énergie Continental teams (5)- Bike Aid - Global 6 Cycling - Bahrain Cycling Academy - Saint Michel-Auber 93 - Electro Hiper Europa |
| |

### Lista startowa
| Astana-Premier Tech APT | Astana-Premier Tech APT  | Astana-Premier Tech APT |
| ----------------------- | ------------------------ | ----------------------- |
| Nr                      | Kolarz                   | Miejsce                 |
| 1                       | Merhawi Kudus (ERI)      |                         |
| 2                       | Gleb Brusienski (KAZ)    |                         |
| 3                       | Jewgienij Fiodorow (KAZ) |                         |
| 4                       | Jurij Natarow (KAZ)      |                         |
| 5                       | Benjamin Perry (CAN)     |                         |
| 6                       | Óscar Rodríguez (ESP)    |                         |
| 7                       | Nikita Stalnow (KAZ)     |                         |

| Trek-Segafredo TFS | Trek-Segafredo TFS            | Trek-Segafredo TFS |
| ------------------ | ----------------------------- | ------------------ |
| Nr                 | Kolarz                        | Miejsce            |
| 11                 | Julien Bernard (FRA)          |                    |
| 12                 | Gianluca Brambilla (ITA)      |                    |
| 13                 | Giulio Ciccone (ITA)          |                    |
| 14                 | Kenny Elissonde (FRA)         |                    |
| 15                 | Amanuel Ghebreigzabhier (ERI) |                    |
| 16                 | Michel Ries (LUX)             |                    |
| 17                 | Jacopo Mosca (ITA)            |                    |

| Cofidis COF | Cofidis COF           | Cofidis COF |
| ----------- | --------------------- | ----------- |
| Nr          | Kolarz                | Miejsce     |
| 21          | Victor Lafay (FRA)    |             |
| 22          | Thomas Champion (FRA) |             |
| 23          | Nicolas Edet (FRA)    |             |
| 24          | Eddy Finé (FRA)       |             |
| 25          | José Herrada (ESP)    |             |
| 26          | Rémy Rochas (FRA)     |             |

| AG2R Citroën Team ACT | AG2R Citroën Team ACT        | AG2R Citroën Team ACT |
| --------------------- | ---------------------------- | --------------------- |
| Nr                    | Kolarz                       | Miejsce               |
| 31                    | Geoffrey Bouchard (FRA)      |                       |
| 32                    | Clément Champoussin (FRA)    |                       |
| 33                    | Jaakko Hänninen (FIN)        |                       |
| 34                    | Ben O’Connor (AUS)           |                       |
| 35                    | Aurélien Paret-Peintre (FRA) |                       |
| 36                    | Nicolas Prodhomme (FRA)      |                       |
| 37                    | Larry Warbasse (USA)         |                       |

| Movistar Team MOV | Movistar Team MOV        | Movistar Team MOV |
| ----------------- | ------------------------ | ----------------- |
| Nr                | Kolarz                   | Miejsce           |
| 41                | Héctor Carretero (ESP)   |                   |
| 42                | Abner González (PUR)     |                   |
| 43                | Miguel Ángel López (COL) |                   |
| 44                | Enric Mas (ESP)          |                   |
| 45                | Mathias Norsgaard (DEN)  |                   |
| 46                | Antonio Pedrero (ESP)    |                   |
| 47                | Einer Rubio (COL)        |                   |

| Groupama-FDJ GFC | Groupama-FDJ GFC            | Groupama-FDJ GFC |
| ---------------- | --------------------------- | ---------------- |
| Nr               | Kolarz                      | Miejsce          |
| 51               | Matteo Badilatti (SUI)      |                  |
| 52               | Antoine Duchesne (CAN)      |                  |
| 53               | Simon Guglielmi (FRA)       |                  |
| 54               | Sébastien Reichenbach (SUI) |                  |
| 55               | Attila Valter (HUN)         |                  |
| 56               | Romain Seigle (FRA)         |                  |

| Équipe continentale Groupama-FDJ CGF | Équipe continentale Groupama-FDJ CGF | Équipe continentale Groupama-FDJ CGF |
| ------------------------------------ | ------------------------------------ | ------------------------------------ |
| Nr                                   | Kolarz                               | Miejsce                              |
| 57                                   | Lorenzo Germani (ITA)                |                                      |

| EF Education-Nippo EFN | EF Education-Nippo EFN    | EF Education-Nippo EFN |
| ---------------------- | ------------------------- | ---------------------- |
| Nr                     | Kolarz                    | Miejsce                |
| 61                     | William Barta (USA)       |                        |
| 62                     | Lawson Craddock (USA)     |                        |
| 63                     | Mitchell Docker (AUS)     |                        |
| 64                     | Lachlan Morton (AUS)      |                        |
| 65                     | Hideto Nakane (JPN)       |                        |
| 66                     | Magnus Cort Nielsen (DEN) |                        |
| 67                     | Logan Owen (USA)          |                        |

| Arkéa-Samsic ARK | Arkéa-Samsic ARK          | Arkéa-Samsic ARK |
| ---------------- | ------------------------- | ---------------- |
| Nr               | Kolarz                    | Miejsce          |
| 71               | Winner Anacona (COL)      |                  |
| 72               | Maxime Bouet (FRA)        |                  |
| 73               | Miguel Flórez López (COL) |                  |
| 74               | Élie Gesbert (FRA)        |                  |
| 75               | Romain Hardy (FRA)        |                  |
| 76               | Dayer Quintana (COL)      |                  |
| 77               | Diego Rosa (ITA)          |                  |

| Total Direct Énergie TDE | Total Direct Énergie TDE | Total Direct Énergie TDE |
| ------------------------ | ------------------------ | ------------------------ |
| Nr                       | Kolarz                   | Miejsce                  |
| 81                       | Mathieu Burgaudeau (FRA) |                          |
| 82                       | Jérémy Cabot (FRA)       |                          |
| 83                       | Valentin Ferron (FRA)    |                          |
| 84                       | Marlon Gaillard (FRA)    |                          |
| 85                       | Alexandre Geniez (FRA)   |                          |
| 86                       | Fabien Grellier (FRA)    |                          |
| 87                       | Cristián Rodríguez (ESP) |                          |

| B&B Hotels p/b KTM BBK | B&B Hotels p/b KTM BBK | B&B Hotels p/b KTM BBK |
| ---------------------- | ---------------------- | ---------------------- |
| Nr                     | Kolarz                 | Miejsce                |
| 91                     | Alan Boileau (FRA)     |                        |
| 92                     | Maxime Cam (FRA)       |                        |
| 93                     | Maxime Chevalier (FRA) |                        |
| 94                     | Cyril Gautier (FRA)    |                        |
| 95                     | Eliot Lietaer (BEL)    |                        |
| 96                     | Quentin Pacher (FRA)   |                        |
| 97                     | Pierre Rolland (FRA)   |                        |

| Delko DKO | Delko DKO                | Delko DKO |
| --------- | ------------------------ | --------- |
| Nr        | Kolarz                   | Miejsce   |
| 101       | Clément Berthet (FRA)    |           |
| 102       | Clément Carisey (FRA)    |           |
| 103       | Lucas De Rossi (FRA)     |           |
| 104       | José Manuel Díaz (ESP)   |           |
| 105       | Delio Fernández (ESP)    |           |
| 106       | Mathias Le Turnier (FRA) |           |
| 107       | Eduard Prades (ESP)      |           |

| Caja Rural-Seguros RGA CJR | Caja Rural-Seguros RGA CJR | Caja Rural-Seguros RGA CJR |
| -------------------------- | -------------------------- | -------------------------- |
| Nr                         | Kolarz                     | Miejsce                    |
| 111                        | Julen Amezqueta (ESP)      |                            |
| 112                        | Orluis Aular (VEN)         |                            |
| 113                        | Álvaro Cuadros (ESP)       |                            |
| 114                        | Jhojan García (COL)        |                            |
| 115                        | Jokin Murguialday (ESP)    |                            |
| 116                        | Joel Nicolau (ESP)         |                            |
| 117                        | Carmelo Urbano (ESP)       |                            |

| Euskaltel-Euskadi EUS | Euskaltel-Euskadi EUS | Euskaltel-Euskadi EUS |
| --------------------- | --------------------- | --------------------- |
| Nr                    | Kolarz                | Miejsce               |
| 121                   | Ibai Azurmendi (ESP)  |                       |
| 122                   | Iker Ballarin (ESP)   |                       |
| 123                   | Mikel Bizkarra (ESP)  |                       |
| 124                   | Joan Bou (ESP)        |                       |
| 125                   | Garikoitz Bravo (ESP) |                       |
| 126                   | Mikel Iturria (ESP)   |                       |
| 127                   | Txomin Juaristi (ESP) |                       |

| Equipo Kern Pharma EKP | Equipo Kern Pharma EKP     | Equipo Kern Pharma EKP |
| ---------------------- | -------------------------- | ---------------------- |
| Nr                     | Kolarz                     | Miejsce                |
| 131                    | Jaime Castrillo (ESP)      |                        |
| 132                    | José Félix Parra (ESP)     |                        |
| 133                    | Ibon Ruiz (ESP)            |                        |
| 134                    | Roger Adrià (ESP)          |                        |
| 135                    | Raúl García Pierna (ESP)   |                        |
| 136                    | Carlos García Pierna (ESP) |                        |
| 137                    | Jon Agirre (ESP)           |                        |

| Burgos-BH BBH | Burgos-BH BBH            | Burgos-BH BBH |
| ------------- | ------------------------ | ------------- |
| Nr            | Kolarz                   | Miejsce       |
| 141           | Daniel Navarro (ESP)     |               |
| 142           | Pelayo Sánchez (ESP)     |               |
| 143           | Ander Okamika (ESP)      |               |
| 144           | Juan Felipe Osorio (COL) |               |
| 145           | Alex Molenaar (NED)      |               |
| 146           | Óscar Cabedo (ESP)       |               |
| 147           | Ángel Madrazo (ESP)      |               |

| Bike Aid BAI | Bike Aid BAI               | Bike Aid BAI |
| ------------ | -------------------------- | ------------ |
| Nr           | Kolarz                     | Miejsce      |
| 151          | Erik Bergström Frisk (SWE) |              |
| 152          | Charles Kagimu (UGA)       |              |
| 153          | Salim Kipkemboi (KEN)      |              |
| 154          | Nikodemus Holler (GER)     |              |
| 155          | Mekseb Debesay (ERI)       |              |
| 156          | Justin Wolf (GER)          |              |
| 157          | Adne van Engelen (NED)     |              |

| Saint Michel-Auber 93 AUB | Saint Michel-Auber 93 AUB | Saint Michel-Auber 93 AUB |
| ------------------------- | ------------------------- | ------------------------- |
| Nr                        | Kolarz                    | Miejsce                   |
| 161                       | Stéphane Rossetto (FRA)   |                           |
| 162                       | Adrien Guillonnet (FRA)   |                           |
| 163                       | Morne van Niekerk (RSA)   |                           |
| 164                       | Flavien Maurelet (FRA)    |                           |
| 165                       | Yoann Paillot (FRA)       |                           |
| 166                       | Baptiste Bleier (FRA)     |                           |
| 167                       | Anthony Maldonado (FRA)   |                           |

| Global 6 Cycling GLC | Global 6 Cycling GLC             | Global 6 Cycling GLC |
| -------------------- | -------------------------------- | -------------------- |
| Nr                   | Kolarz                           | Miejsce              |
| 171                  | James Mitri (NZL)                |                      |
| 172                  | Michał Paluta (POL)              |                      |
| 173                  | Antoine Berlin (MON)             |                      |
| 174                  | Nícolas Sessler (BRA)            |                      |
| 175                  | Bailey O'Donnell (NZL)           |                      |
| 176                  | Stiepan Kurjanow (RUS)           |                      |
| 177                  | Francesco Manuel Bongiorno (ITA) |                      |

| Electro Hiper Europa EHE | Electro Hiper Europa EHE       | Electro Hiper Europa EHE |
| ------------------------ | ------------------------------ | ------------------------ |
| Nr                       | Kolarz                         | Miejsce                  |
| 181                      | Miguel Ángel Ballesteros (ESP) |                          |
| 182                      | Óscar Pelegrí (ESP)            |                          |
| 183                      | Mateu Estelrich (ESP)          |                          |
| 184                      | Marcos Jurado (ESP)            |                          |
| 185                      | Víctor Martínez (ESP)          |                          |
| 186                      | Thomas Amstrong (GBR)          |                          |
| 187                      | Dávid Gábor Kovács (HUN)       |                          |

| Bahrain Cycling Academy BCA | Bahrain Cycling Academy BCA | Bahrain Cycling Academy BCA |
| --------------------------- | --------------------------- | --------------------------- |
| Nr                          | Kolarz                      | Miejsce                     |
| 191                         | Eusebio Pascual (ESP)       |                             |
| 192                         | Anass Aït El Abdia (MAR)    |                             |
| 193                         | Javier Gil Torregrosa (ESP) |                             |
| 194                         | Raul Rico Bordera (ESP)     |                             |
| 195                         | Mansoor Jawad (BRN )        |                             |
| 196                         | Saied Jafer Alali (KUW)     |                             |
| 197                         | Ahmed Naser (BRN )          |                             |

| Astana-Premier Tech APT | Astana-Premier Tech APT  | Astana-Premier Tech APT |
| ----------------------- | ------------------------ | ----------------------- |
| Nr                      | Kolarz                   | Miejsce                 |
| 1                       | Merhawi Kudus (ERI)      |                         |
| 2                       | Gleb Brusienski (KAZ)    |                         |
| 3                       | Jewgienij Fiodorow (KAZ) |                         |
| 4                       | Jurij Natarow (KAZ)      |                         |
| 5                       | Benjamin Perry (CAN)     |                         |
| 6                       | Óscar Rodríguez (ESP)    |                         |
| 7                       | Nikita Stalnow (KAZ)     |                         |

| Trek-Segafredo TFS | Trek-Segafredo TFS            | Trek-Segafredo TFS |
| ------------------ | ----------------------------- | ------------------ |
| Nr                 | Kolarz                        | Miejsce            |
| 11                 | Julien Bernard (FRA)          |                    |
| 12                 | Gianluca Brambilla (ITA)      |                    |
| 13                 | Giulio Ciccone (ITA)          |                    |
| 14                 | Kenny Elissonde (FRA)         |                    |
| 15                 | Amanuel Ghebreigzabhier (ERI) |                    |
| 16                 | Michel Ries (LUX)             |                    |
| 17                 | Jacopo Mosca (ITA)            |                    |

| Cofidis COF | Cofidis COF           | Cofidis COF |
| ----------- | --------------------- | ----------- |
| Nr          | Kolarz                | Miejsce     |
| 21          | Victor Lafay (FRA)    |             |
| 22          | Thomas Champion (FRA) |             |
| 23          | Nicolas Edet (FRA)    |             |
| 24          | Eddy Finé (FRA)       |             |
| 25          | José Herrada (ESP)    |             |
| 26          | Rémy Rochas (FRA)     |             |

| AG2R Citroën Team ACT | AG2R Citroën Team ACT        | AG2R Citroën Team ACT |
| --------------------- | ---------------------------- | --------------------- |
| Nr                    | Kolarz                       | Miejsce               |
| 31                    | Geoffrey Bouchard (FRA)      |                       |
| 32                    | Clément Champoussin (FRA)    |                       |
| 33                    | Jaakko Hänninen (FIN)        |                       |
| 34                    | Ben O’Connor (AUS)           |                       |
| 35                    | Aurélien Paret-Peintre (FRA) |                       |
| 36                    | Nicolas Prodhomme (FRA)      |                       |
| 37                    | Larry Warbasse (USA)         |                       |

| Movistar Team MOV | Movistar Team MOV        | Movistar Team MOV |
| ----------------- | ------------------------ | ----------------- |
| Nr                | Kolarz                   | Miejsce           |
| 41                | Héctor Carretero (ESP)   |                   |
| 42                | Abner González (PUR)     |                   |
| 43                | Miguel Ángel López (COL) |                   |
| 44                | Enric Mas (ESP)          |                   |
| 45                | Mathias Norsgaard (DEN)  |                   |
| 46                | Antonio Pedrero (ESP)    |                   |
| 47                | Einer Rubio (COL)        |                   |

| Groupama-FDJ GFC | Groupama-FDJ GFC            | Groupama-FDJ GFC |
| ---------------- | --------------------------- | ---------------- |
| Nr               | Kolarz                      | Miejsce          |
| 51               | Matteo Badilatti (SUI)      |                  |
| 52               | Antoine Duchesne (CAN)      |                  |
| 53               | Simon Guglielmi (FRA)       |                  |
| 54               | Sébastien Reichenbach (SUI) |                  |
| 55               | Attila Valter (HUN)         |                  |
| 56               | Romain Seigle (FRA)         |                  |

| Équipe continentale Groupama-FDJ CGF | Équipe continentale Groupama-FDJ CGF | Équipe continentale Groupama-FDJ CGF |
| ------------------------------------ | ------------------------------------ | ------------------------------------ |
| Nr                                   | Kolarz                               | Miejsce                              |
| 57                                   | Lorenzo Germani (ITA)                |                                      |

| EF Education-Nippo EFN | EF Education-Nippo EFN    | EF Education-Nippo EFN |
| ---------------------- | ------------------------- | ---------------------- |
| Nr                     | Kolarz                    | Miejsce                |
| 61                     | William Barta (USA)       |                        |
| 62                     | Lawson Craddock (USA)     |                        |
| 63                     | Mitchell Docker (AUS)     |                        |
| 64                     | Lachlan Morton (AUS)      |                        |
| 65                     | Hideto Nakane (JPN)       |                        |
| 66                     | Magnus Cort Nielsen (DEN) |                        |
| 67                     | Logan Owen (USA)          |                        |

| Arkéa-Samsic ARK | Arkéa-Samsic ARK          | Arkéa-Samsic ARK |
| ---------------- | ------------------------- | ---------------- |
| Nr               | Kolarz                    | Miejsce          |
| 71               | Winner Anacona (COL)      |                  |
| 72               | Maxime Bouet (FRA)        |                  |
| 73               | Miguel Flórez López (COL) |                  |
| 74               | Élie Gesbert (FRA)        |                  |
| 75               | Romain Hardy (FRA)        |                  |
| 76               | Dayer Quintana (COL)      |                  |
| 77               | Diego Rosa (ITA)          |                  |

| Total Direct Énergie TDE | Total Direct Énergie TDE | Total Direct Énergie TDE |
| ------------------------ | ------------------------ | ------------------------ |
| Nr                       | Kolarz                   | Miejsce                  |
| 81                       | Mathieu Burgaudeau (FRA) |                          |
| 82                       | Jérémy Cabot (FRA)       |                          |
| 83                       | Valentin Ferron (FRA)    |                          |
| 84                       | Marlon Gaillard (FRA)    |                          |
| 85                       | Alexandre Geniez (FRA)   |                          |
| 86                       | Fabien Grellier (FRA)    |                          |
| 87                       | Cristián Rodríguez (ESP) |                          |

| B&B Hotels p/b KTM BBK | B&B Hotels p/b KTM BBK | B&B Hotels p/b KTM BBK |
| ---------------------- | ---------------------- | ---------------------- |
| Nr                     | Kolarz                 | Miejsce                |
| 91                     | Alan Boileau (FRA)     |                        |
| 92                     | Maxime Cam (FRA)       |                        |
| 93                     | Maxime Chevalier (FRA) |                        |
| 94                     | Cyril Gautier (FRA)    |                        |
| 95                     | Eliot Lietaer (BEL)    |                        |
| 96                     | Quentin Pacher (FRA)   |                        |
| 97                     | Pierre Rolland (FRA)   |                        |

| Delko DKO | Delko DKO                | Delko DKO |
| --------- | ------------------------ | --------- |
| Nr        | Kolarz                   | Miejsce   |
| 101       | Clément Berthet (FRA)    |           |
| 102       | Clément Carisey (FRA)    |           |
| 103       | Lucas De Rossi (FRA)     |           |
| 104       | José Manuel Díaz (ESP)   |           |
| 105       | Delio Fernández (ESP)    |           |
| 106       | Mathias Le Turnier (FRA) |           |
| 107       | Eduard Prades (ESP)      |           |

| Caja Rural-Seguros RGA CJR | Caja Rural-Seguros RGA CJR | Caja Rural-Seguros RGA CJR |
| -------------------------- | -------------------------- | -------------------------- |
| Nr                         | Kolarz                     | Miejsce                    |
| 111                        | Julen Amezqueta (ESP)      |                            |
| 112                        | Orluis Aular (VEN)         |                            |
| 113                        | Álvaro Cuadros (ESP)       |                            |
| 114                        | Jhojan García (COL)        |                            |
| 115                        | Jokin Murguialday (ESP)    |                            |
| 116                        | Joel Nicolau (ESP)         |                            |
| 117                        | Carmelo Urbano (ESP)       |                            |

| Euskaltel-Euskadi EUS | Euskaltel-Euskadi EUS | Euskaltel-Euskadi EUS |
| --------------------- | --------------------- | --------------------- |
| Nr                    | Kolarz                | Miejsce               |
| 121                   | Ibai Azurmendi (ESP)  |                       |
| 122                   | Iker Ballarin (ESP)   |                       |
| 123                   | Mikel Bizkarra (ESP)  |                       |
| 124                   | Joan Bou (ESP)        |                       |
| 125                   | Garikoitz Bravo (ESP) |                       |
| 126                   | Mikel Iturria (ESP)   |                       |
| 127                   | Txomin Juaristi (ESP) |                       |

| Equipo Kern Pharma EKP | Equipo Kern Pharma EKP     | Equipo Kern Pharma EKP |
| ---------------------- | -------------------------- | ---------------------- |
| Nr                     | Kolarz                     | Miejsce                |
| 131                    | Jaime Castrillo (ESP)      |                        |
| 132                    | José Félix Parra (ESP)     |                        |
| 133                    | Ibon Ruiz (ESP)            |                        |
| 134                    | Roger Adrià (ESP)          |                        |
| 135                    | Raúl García Pierna (ESP)   |                        |
| 136                    | Carlos García Pierna (ESP) |                        |
| 137                    | Jon Agirre (ESP)           |                        |

| Burgos-BH BBH | Burgos-BH BBH            | Burgos-BH BBH |
| ------------- | ------------------------ | ------------- |
| Nr            | Kolarz                   | Miejsce       |
| 141           | Daniel Navarro (ESP)     |               |
| 142           | Pelayo Sánchez (ESP)     |               |
| 143           | Ander Okamika (ESP)      |               |
| 144           | Juan Felipe Osorio (COL) |               |
| 145           | Alex Molenaar (NED)      |               |
| 146           | Óscar Cabedo (ESP)       |               |
| 147           | Ángel Madrazo (ESP)      |               |

| Bike Aid BAI | Bike Aid BAI               | Bike Aid BAI |
| ------------ | -------------------------- | ------------ |
| Nr           | Kolarz                     | Miejsce      |
| 151          | Erik Bergström Frisk (SWE) |              |
| 152          | Charles Kagimu (UGA)       |              |
| 153          | Salim Kipkemboi (KEN)      |              |
| 154          | Nikodemus Holler (GER)     |              |
| 155          | Mekseb Debesay (ERI)       |              |
| 156          | Justin Wolf (GER)          |              |
| 157          | Adne van Engelen (NED)     |              |

| Saint Michel-Auber 93 AUB | Saint Michel-Auber 93 AUB | Saint Michel-Auber 93 AUB |
| ------------------------- | ------------------------- | ------------------------- |
| Nr                        | Kolarz                    | Miejsce                   |
| 161                       | Stéphane Rossetto (FRA)   |                           |
| 162                       | Adrien Guillonnet (FRA)   |                           |
| 163                       | Morne van Niekerk (RSA)   |                           |
| 164                       | Flavien Maurelet (FRA)    |                           |
| 165                       | Yoann Paillot (FRA)       |                           |
| 166                       | Baptiste Bleier (FRA)     |                           |
| 167                       | Anthony Maldonado (FRA)   |                           |

| Global 6 Cycling GLC | Global 6 Cycling GLC             | Global 6 Cycling GLC |
| -------------------- | -------------------------------- | -------------------- |
| Nr                   | Kolarz                           | Miejsce              |
| 171                  | James Mitri (NZL)                |                      |
| 172                  | Michał Paluta (POL)              |                      |
| 173                  | Antoine Berlin (MON)             |                      |
| 174                  | Nícolas Sessler (BRA)            |                      |
| 175                  | Bailey O'Donnell (NZL)           |                      |
| 176                  | Stiepan Kurjanow (RUS)           |                      |
| 177                  | Francesco Manuel Bongiorno (ITA) |                      |

| Electro Hiper Europa EHE | Electro Hiper Europa EHE       | Electro Hiper Europa EHE |
| ------------------------ | ------------------------------ | ------------------------ |
| Nr                       | Kolarz                         | Miejsce                  |
| 181                      | Miguel Ángel Ballesteros (ESP) |                          |
| 182                      | Óscar Pelegrí (ESP)            |                          |
| 183                      | Mateu Estelrich (ESP)          |                          |
| 184                      | Marcos Jurado (ESP)            |                          |
| 185                      | Víctor Martínez (ESP)          |                          |
| 186                      | Thomas Amstrong (GBR)          |                          |
| 187                      | Dávid Gábor Kovács (HUN)       |                          |

| Bahrain Cycling Academy BCA | Bahrain Cycling Academy BCA | Bahrain Cycling Academy BCA |
| --------------------------- | --------------------------- | --------------------------- |
| Nr                          | Kolarz                      | Miejsce                     |
| 191                         | Eusebio Pascual (ESP)       |                             |
| 192                         | Anass Aït El Abdia (MAR)    |                             |
| 193                         | Javier Gil Torregrosa (ESP) |                             |
| 194                         | Raul Rico Bordera (ESP)     |                             |
| 195                         | Mansoor Jawad (BRN )        |                             |
| 196                         | Saied Jafer Alali (KUW)     |                             |
| 197                         | Ahmed Naser (BRN )          |                             |

## Klasyfikacja generalna
| \| Klasyfikacja generalna \| Klasyfikacja generalna \| Klasyfikacja generalna \| Klasyfikacja generalna \| Klasyfikacja generalna \| \| Kolarz \| Kolarz \| Państwo \| Drużyna \| Czas \| \| ---------------------- \| ---------------------- \| ---------------------- \| ---------------------- \| ---------------------- \| \| 1. \| Miguel Ángel López \| Kolumbia \| Movistar Team \| 4h 30' 04" \| \| 2. \| Óscar Rodríguez \| Hiszpania \| Astana-Premier Tech \| + 2' 26" \| \| 3. \| Enric Mas \| Hiszpania \| Movistar Team \| + 2' 33" \| \| 4. \| Ben O’Connor \| Australia \| AG2R Citroën Team \| + 3' 30" \| \| 5. \| Cristián Rodríguez \| Hiszpania \| Total Direct Énergie \| + 3' 30" \| \| 6. \| Kenny Elissonde \| Francja \| Trek-Segafredo \| + 4' 02" \| \| 7. \| Michel Ries \| Luksemburg \| Trek-Segafredo \| + 4' 45" \| \| 8. \| Simon Carr \| Wielka Brytania \| EF Education-Nippo \| + 5' 41" \| \| 9. \| Carlos Verona \| Hiszpania \| Movistar Team \| + 5' 48" \| \| 10. \| Geoffrey Bouchard \| Francja \| AG2R Citroën Team \| + 6' 10" \| |                    |                 |                      |            |
| |                    |                 |                      |            |
| Źródło: ProCyclingStats |                    |                 |                      |            |
| Klasyfikacja generalna |                    |                 |                      |            |
| Kolarz | Kolarz             | Państwo         | Drużyna              | Czas       |
| 1. | Miguel Ángel López | Kolumbia        | Movistar Team        | 4h 30' 04" |
| 2. | Óscar Rodríguez    | Hiszpania       | Astana-Premier Tech  | + 2' 26"   |
| 3. | Enric Mas          | Hiszpania       | Movistar Team        | + 2' 33"   |
| 4. | Ben O’Connor       | Australia       | AG2R Citroën Team    | + 3' 30"   |
| 5. | Cristián Rodríguez | Hiszpania       | Total Direct Énergie | + 3' 30"   |
| 6. | Kenny Elissonde    | Francja         | Trek-Segafredo       | + 4' 02"   |
| 7. | Michel Ries        | Luksemburg      | Trek-Segafredo       | + 4' 45"   |
| 8. | Simon Carr         | Wielka Brytania | EF Education-Nippo   | + 5' 41"   |
| 9. | Carlos Verona      | Hiszpania       | Movistar Team        | + 5' 48"   |
| 10. | Geoffrey Bouchard  | Francja         | AG2R Citroën Team    | + 6' 10"   |